# Ulrich Hopp
Ulrich Hopp (...) è un astronomo tedesco.
Laureatosi in fisica nel 1983 all'Università libera di Berlino, ha ottenuto il dottorato in astronomia nel 1988 all'Università Ruprecht Karl di Heidelberg. Dopo aver lavorato all'Osservatorio di Calar Alto per l'Istituto Max Planck di astronomia e all'Osservatorio dell'Università Ludwig Maximilian di Monaco, nel 2005 è divenuto direttore dell'Osservatorio Wendelstein in Baviera.
Il Minor Planet Center gli accredita la scoperta dell'asteroide 5879 Almeria effettuata l'8 febbraio 1992 in collaborazione con Kurt Birkle.